# Mastigonema

Desenho esquemático de Cafeteria roenbergensis (classe Bicosoecida) mostrando dois flagelos: um anterior mastigonemado (com fibrilhas) e outro posterior liso.

Mastigonema é a designação dada em biologia celular à fibrilhas em forma de pente que ocorrem nos flagelos de alguns organismos, por exemplo, dos protistas heterocontes e algas criptófitas. Em biologia celular diz-se que um flagelo é «mastigonemado» quando apresenta mastigonemas. Supõe-se que estas estruturas servem para assistir ou orientar o movimento do organismo, incrementando a área de contacto do flagelo com a água.